# خواجه حسینعلی دبیری بلغانی
خواجه حسینعلی دبیری بلغانی فرزند محمد کریم بن محمدتقی بن خواجه عبدالصمد بن خواجه محمدشریف بلغانی است. حاج حسینعلی دبیری فرزندی داشته به نام میرزا محمد خطاط بلغانی. حاج حسینعلی اشعار زیادی سروده که به سبب نوشته نشدن، بسیاری از اشعار وی در گذر زمان از بین رفته و قسمتی از اشعارش نیز سینه به سینه نقل شده و به ما رسیده است. از اشعار باقی‌مانده از وی چنین برمی‌آید که حُبّ شدیدی نسبت به پیامبر اسلام در سینه داشته و آرزوی دیدن پیغمبر در اشعارش نیز نمود خاصی یافته است.
خواجه حسینعلی بلغانی حدوداً در سال ۱۲۷۰ هجری شمسی، در سن ۶۰ سالگی از دنیا رفته است. فرزند وی یعنی میرزا محمد خطاط بلغانی نیز که در خوشنویسی مشهور بوده، طبق گفتهٔ فرزندش آقای حسینعلی دبیری – که هم‌اکنون درقید حیات بوده وساکن روستای بلغان است – در سال ۱۳۲۰ به علت بیماری حصبه در شهر آبادان از دنیا رفته است.

## نمونه ای از اشعار
روم در مکه گاهی در مدینه / مرا مهر خدا دارم به سینه
حسین دیدار پیغمبر / بیند تمنای مراد آخر همینه
شفق شد که طلوعش روشنی دارد / بسر دارم هوای سرو آزاد
حسین دیدار پیغمبر ببیند / بگو کل جهان یکسر برد باد
زمانی که حاج حسینعلی برای سفر حج عازم مکه می‌شود و پا در کشتی می‌گذارد چنین می‌سراید:
خداوندا که من حمل غرابم / گناه دارم ولی بنویس ثوابم
عریضه کرد حسینی با خداوند / نمی‌دانم چه آید جوابم
کردم باغی که میوه اش کم نمیشه / چرا شیر و عسل در هم نمیشه
قد رعنای دلدار حسینی / چو سرو ناز اصلاً خم نمیشه
شوم قربان امر یزدان / برم فرمان او هم از دل و جان
اگر پرسند که اهل کجا بود / بگو حاج حسین خواج بلغان
تبارکِ خفتن و یاسین سحرگاه / بخوان توبه به حق عذر از خدا خواه
شود ضامن حسین بالغانی! / محمد در صف محشر، شفاخواه